# Леопольд Мюнцер
Лео́польд Мю́нцер (пол. Leopold Münzer, івр. ליאופולד מונצר; 8 березня 1901, Львів — липень 1943, там само) — польський піаніст і педагог єврейського походження. Почесний дипломант першого Конкурсу піаністів імені Ф. Шопена (1927). Професор катедри фортепіано у Галицькому музичному товаристві (1928—1938; від 1939 року — катедра спеціального фортепіано Львівської консерваторії). Керівник львівського відділення Польського товариства сучасної музики (1930—1939).

## Життєпис
До 1918 року грі на фортепіано навчався у Єжі Лялевича в консерваторії Галицького музичного товариства у Львові, з 1919 року удосконалював професійні навички у Едуарда Стюермана, по класу фортепіано, у Цісарсько-королівській академії музики і виконавського мистецтва у Відні. Також вивчав композицію музичних творів у класі Ґанса Ейслера. На формування його виконавського стилю вплинув Еміль фон Зауер — німецький композитор, піаніст-віртуоз, який володів блискучою технікою виконання, темпераментом та поетичним натхненням.
Дебютував 1920 року у Відні. Здобув популярність як інтерпретатор творів Ф. Шопена. Почесний дипломант першого Конкурсу піаністів імені Ф. Шопена, що відбувся у Варшаві 1927 року (поряд з Д. Шостаковичем та Ю. Брюшковим). Виділялися його інтерпретації мазурок. У великому репертуарі були також твори В. А. Моцарта, Л. Бетховена, Ф. Шуберта, К. Шимановського, О. Скрябіна та С. Прокоф'єва (1930 року вперше виконав у Львові його 3-й концерт) та композиторів кінця 1930-х років. Мюнцер володів філігранною технікою, відрізнялася багатством звукових фарб, ліризмом і поетичністю.
У 1928—1938 роках професор та викладач на катедрі фортепіано у Галицькому музичному товаристві (від 1939 року — катедра спеціального фортепіано Львівської консерваторії). Серед учнів — Ф. Кравець, Ян Ґорбати, Дарія Колесса-Залеська, Олег Криштальський, Фридерик Портной. 
Від 1930 року Леопольд Мюнцер очолював львівське відділення Польського товариства сучасної музики. У той час мешкав у віллі на «Хресті», що при тодішній вул. Потоцького, 21 (нині — вул. Чупринки) у Львові.
Гастролював у Польщі, СРСР, Європі. У травні 1940 року дав два концерти для професорів, викладачів і студентів ленінградської консерваторії, а 6 лютого 1941 року відбувся концерт Леопольда Мюнцера у Московській державній філармонії.
Під час німецької окупації Львова він опинився у львівському гетто, де — ймовірно, з квітня 1942 року — працював у муніципальних майстернях, виготовляючи речі для потреб Вермахту. Згодом направлений до Янівського концтабору, де відомий піаніст грав у сумнозвісному оркестрі Янівського табору смерті. Загинув у концтаборі в липні 1943 року.